# Финал четырёх Евролиги 2010
Финал четырёх розыгрыша чемпионата Евролиги по баскетболу среди клубных мужских команд в сезоне 2009/2010 состоялся в Париже (Франция) в Дворце спорта «Берси» (фр. Palais Omnisports de Paris-Bercy) 7 и 9 мая 2010 года. Решение о проведении финальной части розыгрыша лиги в Париже было объявлено 8 июля 2009 года на жеребьёвке Евролиги. Это решение стало одним из пунктов совместной программы сотрудничества Евролиги с компанией AEG (главный спонсор). Париж в четвёртый раз принял финальную часть розыгрыша Евролиги. Официальной танцевальной группой «Финала четырёх» стала группа поддержки ЦСКА. Армейские девушки выступали во всех паузах четырёх матчей турнира. В финале турнира ожидаемо встретились самые сильные команды старого света — «Барселона» и «Олимпиакос». Каталонцы на пути к финалу переиграли московский ЦСКА (64:54), а «Олимпиакос» только в овертайме сломил сопротивление белградского «Партизана» (83:80). Чемпионом турнира стал каталонский клуб «Барселона» (2 титул), а MVP Финала четырёх был признан Хуан Карлос Наварро.

## Место проведения
Финал четырёх прошёл во дворце спорта «Берси» (фр. Palais omnisports de Paris-Bercy, POPB), который находится на бульваре Берси в 12-м округе Парижа на правом берегу Сены, между парком Берси и Министерством финансов, почти напротив Государственной библиотеки им. Франсуа Миттерана, находящейся на левом берегу. Оборудован для проведения различных спортивных мероприятий, а также концертов современной музыки. Вместимость арены — 17000 зрителей. Проект архитекторов Мишеля Андро (Michel Andrault), Пьера Пара́ (Pierre Parat) и Эдана Гювана (Aydin Guvan) возведён фирмой Eiffage и был открыт 3 февраля 1984 года. Во дворце спорта Берси прошли чемпионат Европы по художественной гимнастике в 1991, 1996 и 2000 годах, а также чемпионат Европы по баскетболу в 1999 году и финальная часть розыгрыша Супролиги ФИБА 2001 года.

## Результаты
|  | 1/2 финала 7 мая | 1/2 финала 7 мая |           |    | Финал 9 мая | Финал 9 мая |
|  |                  |                  |           |    |             |             |
|  | 7 мая            |                  |           |    |             |             |
|  |                  |                  |           |    |             |             |
|  | Барселона        | 64               |           |    |             |             |
|  | Барселона        | 64               | 9 мая     |    |             |             |
|  | ЦСКА             | 54               |           |    |             |             |
|  | ЦСКА             | 54               | Барселона | 86 |             |             |
|  | 7 мая            |                  | Барселона | 86 |             |             |
|  |                  | Олимпиакос       | 68        |    |             |             |
|  | Партизан         | Олимпиакос       | 68        | 80 |             |             |
|  | Партизан         |                  |           | 80 |             |             |
|  | Олимпиакос       | 83               |           |    |             |             |
|  | Олимпиакос       | 83               | 3-е место |    |             |             |
|  |                  |                  |           |    |             |             |
|  | 9 мая            |                  |           |    |             |             |
|  |                  |                  |           |    |             |             |
|  | ЦСКА             | 90               |           |    |             |             |
|  | ЦСКА             | 90               |           |    |             |             |
|  | Партизан         | 88               |           |    |             |             |

### Полуфиналы (7 мая)
Время матчей указано по летнему центральноевропейскому времени (UTC+2).
| 7 мая 17:00 | Протокол | Барселона                  | 64:54    | ЦСКА (Москва)        | Дворец спорта Берси, Париж Зрителей: 14768 Судьи: Бразаускас (Литва), Христодулу (Греция), Шамбон (Франция) |
| 7 мая 17:00 | Протокол | 12:11, 17:10, 18:20, 17:13 |          |                      | Дворец спорта Берси, Париж Зрителей: 14768 Судьи: Бразаускас (Литва), Христодулу (Греция), Шамбон (Франция) |
| 7 мая 17:00 | Протокол | Фран Васкес 11             | Очки     | Рамунас Шишкаускас 8 | Дворец спорта Берси, Париж Зрителей: 14768 Судьи: Бразаускас (Литва), Христодулу (Греция), Шамбон (Франция) |
| 7 мая 17:00 | Протокол | Эразем Лорбек 9            | Подборы  | Александр Каун 10    | Дворец спорта Берси, Париж Зрителей: 14768 Судьи: Бразаускас (Литва), Христодулу (Греция), Шамбон (Франция) |
| 7 мая 17:00 | Протокол | Рики Рубио 8               | Передачи | Рамунас Шишкаускас 5 | Дворец спорта Берси, Париж Зрителей: 14768 Судьи: Бразаускас (Литва), Христодулу (Греция), Шамбон (Франция) |

«Армейцы» начали очень резво и бойко, поведя к середине четверти 9:2. Затем последовал спурт каталонцев 13:3. Вторая четверть прошла под диктовку «Барселоны» и к большому перерыву ЦСКА проигрывает 8 очков при счёте 29:21. Третья четверть прошла в равной борьбе, при этом ЦСКА всё же отыгрывает 2 очка. В четвёртой четверти «армейцы» трижды подходили на разницу одного дальнего броска, но так и не сумев преодолеть этот рубеж. А за 1:14 до окончания основного времени Лорбек дальним попаданием практически снял вопрос об исходе поединка — 59:51. «Армейцы» ещё пытались отыграться с помощью трёхочковых бросков, но безуспешно.
| 7 мая 20:00 | Протокол | Партизан (Белград)                | 80:83 ОТ | Олимпиакос (Пирей)   | Дворец спорта Берси, Париж Зрителей: 14768 Судьи: Бахар (Израиль), Факкини (Италия), Йересуэло (Испания) |
| 7 мая 20:00 | Протокол | 17:15, 11:18, 24:19, 15:15, 13:16 |          |                      | Дворец спорта Берси, Париж Зрителей: 14768 Судьи: Бахар (Израиль), Факкини (Италия), Йересуэло (Испания) |
| 7 мая 20:00 | Протокол | Бо Маккалебб 21                   | Очки     | Линас Клейза 19      | Дворец спорта Берси, Париж Зрителей: 14768 Судьи: Бахар (Израиль), Факкини (Италия), Йересуэло (Испания) |
| 7 мая 20:00 | Протокол | Ян Веселы 10                      | Подборы  | Линас Клейза 11      | Дворец спорта Берси, Париж Зрителей: 14768 Судьи: Бахар (Израиль), Факкини (Италия), Йересуэло (Испания) |
| 7 мая 20:00 | Протокол | Лоуренс Робертс 5                 | Передачи | Теодорас Папалукас 5 | Дворец спорта Берси, Париж Зрителей: 14768 Судьи: Бахар (Израиль), Факкини (Италия), Йересуэло (Испания) |

«Партизан» выпустил в стартовой пятерке гиганта Враньеша (229 см), применил зонную защиту и к концу 4-й минуты повёл со счётом 10:2. После появления Папалукаса «Олимпиакос» перехватил инициативу и к середине матча ушёл в отрыв на 5 очков. В третьей четверти белградцы отыграли разницу, а за 6:42 до конца Бо Маккалебб, набрав 5 безответных очков подряд, вывел «Партизан» в отрыв — 60:54. За 47 секунд, при счёте 65:62 в пользу «Олимпиакоса», Кецман попал трёхочковый. Маккалебб проходит через всю площадку и забивает — 65:67 за 6,8 секунды до окончания четвёртой четверти. В последней атаке Теодосич совершает дальний бросок, но мяч явно летит мимо цели, а Чилдресс в прыжке добивает мяч и переводит игру в овертайм. В овертайме решающей стала затяжная атака «Олимпиакоса», по ходу которой Бурусис трижды совершает подбор под чужим щитом и за 0:29 до сирены реализовал два штрафных — 79:75.

### Матч за 3-е место (9 мая)
| 9 мая 17:00 | Протокол | ЦСКА                              | 90:88 ОТ | Партизан (Белград) | Дворец спорта Берси, Париж Зрителей: 11000 Судьи: Факкини (Италия), Йересуэло (Испания), Латышев (Латвия) |
| 9 мая 17:00 | Протокол | 25:20, 22:24, 14:18, 17:16, 12:10 |          |                    | Дворец спорта Берси, Париж Зрителей: 11000 Судьи: Факкини (Италия), Йересуэло (Испания), Латышев (Латвия) |
| 9 мая 17:00 | Протокол | Траджан Лэнгдон 32                | Очки     | Лоуренс Робертс 18 | Дворец спорта Берси, Париж Зрителей: 11000 Судьи: Факкини (Италия), Йересуэло (Испания), Латышев (Латвия) |
| 9 мая 17:00 | Протокол | Виктор Хряпа 6                    | Подборы  | Лоуренс Робертс 8  | Дворец спорта Берси, Париж Зрителей: 11000 Судьи: Факкини (Италия), Йересуэло (Испания), Латышев (Латвия) |
| 9 мая 17:00 | Протокол | Шишкаускас, Лэнгдон 4             | Передачи | Бо Маккалебб 4     | Дворец спорта Берси, Париж Зрителей: 11000 Судьи: Факкини (Италия), Йересуэло (Испания), Латышев (Латвия) |

Армейцы с первых минут начали отрываться в счёте. В середине первой четверти перевес ЦСКА был двузначным — 18:8, причем Лэнгдон набрал 13 очков. Но уже во второй четверти от разницы почти ничего не осталось, а в третьей четверти «Партизан» и вовсе вышел вперед. Концовка третьего и практически весь четвёртый период шла равная борьба. За 26 секунд до окончания четверти армейцы вышли вперёд — 75:72 после штрафных Шишкаускаса. В обмене тактическими фолами, за 6,4 секунды до конца основного времени Хряпа реализовал лишь один штрафной из двух, а Бо Маккалебб успел пробежать через всю площадку и перевести матч в овертайм. По ходу дополнительной пятиминутки уже ЦСКА находился в роли догоняющего — 82:86 за 1:28 до конца после дальнего попадания Божича. На последней минуте Холден подставился под Маккалебба в защите, а в ответной атаке Хряпа забил с фолом (87:86). За 2,4 секунды до сирены Холден с передачи Курбанова забил трехочковый, установив окончательный счёт - 90:88. Холден с Лэнгдоном (ЦСКА) отыграли без замен, не играли Планинич, Менса-Бонсу и Понкрашов. Лэнгдон установил новый рекорд результативности ЦСКА в матчах Финала четырёх — 32 очка.

### Финал (9 мая)
| 9 мая 20:00 | Протокол | Барселона                  | 86–68    | Олимпиакос (Пирей)    | Дворец спорта Берси, Париж Зрителей: 14768 Судьи: Бразаускас (Литва), Бахар (Израиль), Шамбон (Франция) |
| 9 мая 20:00 | Протокол | 28-19, 19-17, 17-14, 22-18 |          |                       | Дворец спорта Берси, Париж Зрителей: 14768 Судьи: Бразаускас (Литва), Бахар (Израиль), Шамбон (Франция) |
| 9 мая 20:00 | Протокол | Хуан Карлос Наварро 21     | Очки     | Джош Чилдресс 15      | Дворец спорта Берси, Париж Зрителей: 14768 Судьи: Бразаускас (Литва), Бахар (Израиль), Шамбон (Франция) |
| 9 мая 20:00 | Протокол | Наварро, Микель, 5         | Подборы  | Джош Чилдресс 6       | Дворец спорта Берси, Париж Зрителей: 14768 Судьи: Бразаускас (Литва), Бахар (Израиль), Шамбон (Франция) |
| 9 мая 20:00 | Протокол | Наварро, Сада 3            | Передачи | Папалукас, Теодосич 3 | Дворец спорта Берси, Париж Зрителей: 14768 Судьи: Бразаускас (Литва), Бахар (Израиль), Шамбон (Франция) |

«Барселона» провела матч против «Олимпиакоса» намного увереннее, чем полуфинал против ЦСКА. По ходу матча преимущество каталонцев достигало «+19». «Олимпиакос» позволил сопернику вести игру в высоком темпе, а высокорослые игроки каталонцев великолепно защищались под своим щитом. Уже на 11-й минуте после 3-х очкового попадания Базиле «Барселона» ушла в отрыв — 31:19. В третьей четверти «Олимпиакос» начал отыгрываться, но добиться большего, чем недолгие «-5», греческий клуб не смог. За 6 минут до окончания матча Моррис забил 3-х очковый, предопределив исход матча — 71:52.
| Победитель Евролиги 2009/10   |
| ----------------------------- |
| Барселона 2-й титул           |
| MVP Финала четырёх            |
| Хуан Карлос Наварро Барселона |

## Состав команд-участниц Финала четырёх
| 1 | 2 | 3 | 4 |
| Барселона | Олимпиакос | ЦСКА | Партизан |
| 5 Джанлука Базиле 8 Жорди Триас 9 Рики Рубио 10 Яка Лакович 11 Хуан Карлос Наварро (MVP) 17 Фран Васкес 21 Бонифес Н'Донг 23 Теренс Моррис 24 Виктор Сада 25 Эразем Лорбек 33 Пит Микель 44 Рожер Гримау Тренер Хавьер Паскуаль | 4 Теодорос Папалукас 5 Пэнн Скоуни 6 Джош Чилдресс 7 Никола Вуйчич 8 Панайотис Василопулос 9 Яннис Бурусис 10 Йотам Гальперин 11 Линас Клейза 12 Лукас Маврокефалидис 17 Патрик Беверли 18 Милош Теодосич 21 Софоклис Схорцанитис Тренер Панайотис Яннакис | 5 Никита Курбанов 8 Матьяж Смодиш 9 Рамунас Шишкаускас 10 Джон Роберт Холден 13 Попс Менса-Бонсу 18 Антон Понкрашов 20 Андрей Воронцевич 21 Траджан Лэнгдон 24 Александр Каун 30 Дмитрий Соколов 31 Виктор Хряпа 34 Зоран Планинич Тренер Евгений Пашутин | 4 Лоуренс Робертс 5 Стефан Синовеч 6 Бо Маккалебб 7 Душан Кецман 8 Страхиня Милошевич 10 Александр Рашич 19 Александр Митрович 20 Петар Божич 21 Александр Марич 24 Ян Веселы 31 Бранислав Декич 33 Славко Вранеш Тренер Душко Вуйошевич |

## Статистика Финала четырёх[8]
| Очки                          | Подборы                    | Передачи                     |
| ----------------------------- | -------------------------- | ---------------------------- |
|                               |                            |                              |
| Траджан Лэнгдон (ЦСКА) — 22,0 | Ян Веселы (Партизан) — 8,0 | Рики Рубио (Барселона) — 5,0 |

| №  | Имя             | Команда    | И | О  | ОСИ  |
| -- | --------------- | ---------- | - | -- | ---- |
| 1. | Траджан Лэнгдон | ЦСКА       | 2 | 44 | 22,0 |
| 2. | Бо Маккалебб    | Партизан   | 2 | 33 | 16,5 |
| 3. | Джош Чилдресс   | Олимпиакос | 2 | 32 | 16,0 |
| 4. | Александр Марич | Партизан   | 2 | 32 | 16,0 |
| 5. | Линас Клейза    | Олимпиакос | 2 | 32 | 16,0 |

| №  | Имя             | Команда    | И | Под | ПодСИ |
| -- | --------------- | ---------- | - | --- | ----- |
| 1. | Ян Веселы       | Партизан   | 2 | 16  | 8,0   |
| 2. | Линас Клейза    | Олимпиакос | 2 | 15  | 7,5   |
| 3. | Лоуренс Робертс | Партизан   | 2 | 15  | 7,5   |
| 4. | Александр Марич | Партизан   | 2 | 14  | 7,0   |
| 5. | Зоран Планинич  | ЦСКА       | 2 | 12  | 6,0   |

| №  | Имя                | Команда    | И | Пер | ПерСИ |
| -- | ------------------ | ---------- | - | --- | ----- |
| 1. | Рики Рубио         | Барселона  | 2 | 10  | 5,0   |
| 2. | Рамунас Шишкаускас | ЦСКА       | 2 | 9   | 4,5   |
| 3. | Бо Маккалебб       | Партизан   | 2 | 8   | 4,0   |
| 4. | Теодорос Папалукас | Олимпиакос | 2 | 8   | 4,0   |
| 5. | Лоуренс Робертс    | Партизан   | 2 | 7   | 3,5   |